# Assassin's Creed Rogue
Assassin's Creed Rogue är ett actionäventyrsspel från 2014 utvecklat av Ubisoft Sofia och utgivet av Ubisoft. Det är den sjunde delen i Assassin's Creed-serien, och fungerar som en uppföljare till Assassin's Creed IV: Black Flag från 2013 och en prequel till Assassin's Creed III från 2012. Det sista uppdraget i spelet är prologen till Assassin's Creed: Unity från samma år. Spelet släpptes först på Playstation 3 och Xbox 360 i november och december 2014, som är den sista Assassin's Creed-spelet släppt till båda konsolerna, och släpptes till Microsoft Windows den 10 mars år 2015.
Berättelsen utspelar sig i mitten av 1700-talet under Sjuårskriget där man spelar som Shay Patrick Cormac, en Assassin som blivit en tempelriddare. Spelupplägget i Rogue är mycket likt den i Black Flag med en blandning av havsutforskning med krigsskepp och landbaserad utforskning med nya funktioner.